# Falaise des fous
Falaise des fous est le vingt-sixième roman de Patrick Grainville, publié aux éditions du Seuil le 4 janvier 2018.

## Résumé
À la fin des années 1920, un Normand se penche sur son passé. Son récit démarre en 1867. Revenu blessé des guerres coloniales en Algérie, il s'installe sur les hauteurs d'Étretat et est amené à côtoyer les plus grands peintres et écrivains qui séjournent dans la région, tous fascinés par les célèbres falaises : Monet, Courbet, Boudin, Hugo, Maupassant, Flaubert, etc. Depuis cette Normandie qui inspire, il est l'observateur privilégié des grands événements et des transformations du monde, de la fin du XIXe siècle au début du XXe siècle.

## Réception critique
Falaise des fous est un roman ambitieux et foisonnant, qui décrit notamment la naissance de l'impressionnisme et du cubisme, l'affaire Dreyfus, la grande guerre ou encore la traversée de l'Atlantique par Lindbergh et qui croque les balbutiements des génies du siècle (outre Monet qui traverse le roman, Proust et Picasso). Patrick Grainville signe selon Jean-Claude Raspiengeas un roman « éblouissant », et « son plus beau livre ».

## Éditions
- Falaise des fous, Seuil, 2018  (ISBN 978-2021375374).
- Falaise des fous, livre audio aux éditions Sixtrid interprété par Marc-Henri Boisse, 2018 (ASIN B07DWWX1C1).